# 1324 Knysna
1324 Knysna (1934 LL) là một tiểu hành tinh vành đai chính được phát hiện ngày 15 tháng 6 năm 1934 bởi C. Jackson ở Johannesburg (UO).